# Myopites zernyi
Myopites zernyi är en tvåvingeart som beskrevs av Erich Martin Hering 1939. Myopites zernyi ingår i släktet Myopites och familjen borrflugor. Inga underarter finns listade i Catalogue of Life.